# Serjania ichthyctona
Serjania ichthyctona är en kinesträdsväxtart som beskrevs av Ludwig Radlkofer. Serjania ichthyctona ingår i släktet Serjania och familjen kinesträdsväxter. Inga underarter finns listade i Catalogue of Life.